# Golf van San Miguel
De Golf van San Miguel (Spaans: Golfo de San Miguel) is een baai in de Grote Oceaan-kant van de Panamese provincie Darién. De breedste rivier van Panama, de Tuira en de langste rivier van Panama de Chucunaque monden erin uit. De golf is ontdekt door Vasco Núñez de Balboa, die hier als eerste Europeaan de Stille Zuidzee bereikte.
De golf is officieel onderdeel van de Golf van Panama.